# Asterina canthiigena
Asterina canthiigena är en svampart som beskrevs av Hosag., Archana & D.K. Agarwal 2007. Asterina canthiigena ingår i släktet Asterina och familjen Asterinaceae.   Inga underarter finns listade i Catalogue of Life.